# Dipoena tropica
Dipoena tropica là một loài nhện trong họ Theridiidae.
Loài này thuộc chi Dipoena. Dipoena tropica được Arthur Merton Chickering miêu tả năm 1943.